# دائرة الحروش
دائرة الحروش إحدى دوائر ولاية سكيكدة.
مقرها الحروش.
تبلغ مساحتها 572.4 كم² يقطنها 104835 نسمة (أي بكثافة سكانية تقدر بـ 183 نسمة /كم²).
وتضم كل من بلديات :
- الحروش
- صالح بوالشعور
- أمجاز الدشيش
- زردازة
- أولاد أحبابة